# Régiment Royal-Louis, puis d’Hervilly
Le régiment Royal-Louis qui prendra le nom de régiment d'Hervilly est un régiment de l'armée des émigrés.

## Historique
Avant la Révolution, avec l'accord du futur Louis XVIII de Bourbon, Pierre-Marie-Louis de Boisgelin de Kerdu, lève le Royal-Louis, seul régiment levé au nom de Louis XVII. À Belfort, les officiers du Royal-Louis parviennent même à faire regarder par leur régiment les nouvelles administrations comme des ennemis, en 1789. Le Royal-Louis est envoyé en Corse où il est dissous. 
En 1793, à Toulon l’on trouve dans la cité 20 000 Français, dont le 1er bataillon de l'armée départementale du Var, des détachements embarqués provenant des régiments du Maine, Barrois, La Marck, Isle de France et de la Marine, et surtout les gardes nationales des Bouches-du-Rhône et de Toulon... Le bataillon du Var et des éléments du régiment du Maine forment un  régiment Royal-Louis en complétant les effectifs avec des gardes nationaux des Bouches-du-Rhône. 
Pendant le siège le Royal-Louis combat au mont Faron, au cap Brun et à la batterie de la Convention. Il perd 77 hommes au fort Mulgrave. Quand la ville est investie en décembre c'est le Royal-Louis qui protège l'évacuation de la cité. Il a particulièrement souffert lors du siège. Les 350 survivants sont débarqués avec des réfugiés, le 29 décembre 1793 à l'île d'Elbe ou sévit le choléra. 
En 1794, le régiment, reconstitué en recrutant des marins issus de la Royale, participe à l'expédition victorieuse de l'amiral Anglais Hood contre la Corse. Le Royal-Louis s'empare de Calvi sur les républicains. Le régiment est commandé par Lord Moira, qui est Irlandais et ne pense qu’à remettre le roi de France sur son trône? et lui rendre les places fortes prises aux révolutionnaires, ce qui ne plait pas à Pitt. C'est pour cette raison qu'Hervilly lui est préféré.
Louis Charles d'Hervilly passe en Grande-Bretagne et obtient l’autorisation de lever un régiment, l’une des unités de l’armée des émigrés. La plupart des hommes sont des vétérans des guerres du continent venant de Brême ou de Toulon. En effet, malgré ses vives protestations, le Royal-Louis est incorporé au nouveau régiment levé par le comte d'Hervilly et qui porte son nom. On peut donc parler de régiment Royal-Louis, puis d’Hervilly. Des émigrés bretons, des marins de guerre ou de commerce, recrutés dans le Hampshire et la région de Dusseldorf, 500 prisonniers français font que son régiment compte rapidement 1 500 hommes. Les officiers sont d’anciens officiers de l’émigration et de nombreux officiers de marine

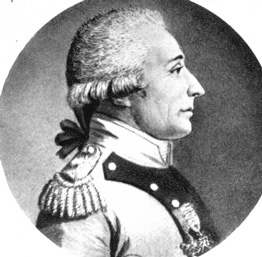
Louis Charles d'Hervilly, commandant de la 1re Division lors du débarquement des émigrés à Quiberon et du Royal-Louis.

Louis Charles d'Hervilly commande la 1re Division lors du débarquement des émigrés à Quiberon. L’ensemble des régiments est divisé en 4 brigades, mais ce sont de très faibles bandes composées de trop d’anciens officiers et de prisonniers venant des armées de la république ou de sa marine. Leur comportement ira de la franche trahison au sacrifice suprême. 
En juin 1795 1 238 soldats, 80 officiers de son régiment débarquent. Cette bataille va tourner rapidement à l’avantage de Hoche. Certes, les Blancs progressent vers Quiberon et Louis Charles d’Hervilly  s’empare du fort Sans-Culotte,. Une partie de la garnison, soit 450 prisonniers, se déclarent volontaires pour être enrôlés dans le régiment d'Hervilly. Il va en faire une compagnie de chasseurs qui va se battre avec bravoure. Mais leur sacrifice est vain, comme celui d’un porte-drapeau du régiment d'Hervilly qui ajoute avant de mourir : Sauvez  mon drapeau, et je meurs content.. Louis Charles d’Hervilly, grièvement blessé à la  poitrine, meurt à Londres des suites de ses blessures le 4 novembre 1795. Le régiment d’Hervilly est licencié le 24 décembre 1795.